# Groene vingers (stripalbum)
Groene vingers is het 58ste stripalbum van De Blauwbloezen. De oorspronkelijke Franse titel luidt Les Bleus se mettent au vert. De strip werd getekend door Willy Lambil, het scenario werd geschreven door Raoul Cauvin en de inkleuring gebeurde door studio Leonardo. Het album werd uitgebracht in 2014 door uitgeverij Dupuis.